# ベルタ (小惑星)
ベルタ (154 Bertha) は、小惑星帯に位置する大きな小惑星の一つ。表面は炭素質で覆われており暗い。古在由秀はかなり小規模な小惑星族を代表する小惑星としている。
1875年11月4日にフランスの天文学者、アンリ兄弟が発見した。天文学者カミーユ・フラマリオンの妹ベルタ・マーティン＝フラマリオンから名付けられたと考えられている。